# Eriopyga albipuncta
Eriopyga albipuncta là một loài bướm đêm trong họ Noctuidae.